# Weta Workshop
Weta Workshop és una empresa d'efectes especials mecànics localitzada al barri de Miramar, a Wellington (Nova Zelanda), que produeix efectes per a la televisió i el cinema. És una de les principals divisions del holding anomenat Weta Limited, i l'origen el 1987 d'aquest grup empresarial.
Tot i que Weta porta produint des de fa temps criatures i efectes de maquillatge per a les sèries de televisió Hercules: The Legendary Journeys i Xena: Warrior Princess, i efectes per a pel·lícules com Meet the Feebles i Criatures celestials; la producció de Weta Workshop va agafar rellevància mundial amb la trilogia cinematogràfica d'El Senyor dels Anells, del director Peter Jackson, per a la que Weta va produir escenaris, vestuari, armadures, armes, criatures i maquetes. Les habilitats de fantasia de Weta també s'han utilitzat a The Chronicles of Narnia: The Lion, the Witch and the Wardrobe i The Chronicles of Narnia: Prince Caspian. Gràcies a aquesta saga de pel·lícules, imaginada per C. S. Lewis, l'empresa també és coneguda pel nom de Walden Media.
Actualment Weta està treballant en el vestuari de Justice League, pel·lícula en la qual també hi ha involucrada Weta Digital. Altres projectes són Jane and the Dragon (sèrie de TV) i la versió en viu de l'anime Neon Genesis Evangelion. Weta també treballa actualment en l'adaptació al cinema de Halo: Combat Evolved, el popular videojoc per a Xbox. Weta ha construït un Warthog del joc funcional i a escala real; i no se sap si la seva metralladora realment funciona. Weta també va proporcionar efectes especials al festival de música Rock2Wgtn celebrat a la pasqua de 2008.

## Maxitures
El terme "maxitura" (bigature a l'original anglès) és el nom donat a Weta Workshop als models en miniatura de gran mida, construïts a una escala molt gran, en algunes ocasions fins i tot més gran que la real. Es van fer servir a la trilogia cinematogràfica d'El Senyor dels Anells, en què la major part mesuraven prop de 9 metres d'altura. Es van usar tècniques intensives de gràfics per ordinador i càmera de cinema amb control digital per barrejar de manera creïble les "maxitures" amb les escenes d'actors reals. Weta també ha usat "maxitures" a  King Kong , pel·lícula de 2005, també de Peter Jackson.

### "Maxitures" utilitzades a la trilogia d'El Senyor dels Anells
Weta Workshop va construir per a la trilogia cinematogràfica d'El Senyor dels Anells les següents "maxitures":
- l'Abisme de Helm: el fort a la muntanya dels rohirrim;
- els Ports Grisos: el port dels Elfs;
- Mines Tirith: la ciutat blanca de Góndor;
- Orthanc: la torre-fortalesa de Saruman;
- Mines Morgul: la ciutat fantasma de Sàuron;
- Bàrad-dûr: la torre de Sàuron;
- la porta negra de Morannon: la porta que vigila el pas entre les Ered Lithui i les Ephel Dúath; i
- Grond: l'ariet que fa caure les portes de Mines Tirith.

## Filmografia d'efectes especials de la Companyia
- Halo (2009)
- The Chronicles of Narnia: Prince Caspian (2008)
- Love Story 2050 (2008)
- 30 Days of Night (2007)
- Fantastic Four: Rise of the Silver Surfer (2007)
- The Water Horse: Legend of the Deep (2007)
- The Host (2006)
- Black Sheep (2007)
- The Chronicles of Narnia: The Lion, the Witch and the Wardrobe (2005)
- King Kong (2005)
- The Legend of Zorro (2005)
- Van Helsing (2004)
- Peter Pan (2003)
- El Senyor dels Anells: El retorn del Rei (2003)
- Master and Commander: The Far Side of the World (2003)
- El Senyor dels Anells: Les dues torres (2002)
- El Senyor dels Anells: la Germandat de l'Anell (2001)